# European Polymer Journal
Das European Polymer Journal (abgekürzt Eur. Polym. J.) ist eine wissenschaftliche Fachzeitschrift, die monatlich im Peer-Review-Verfahren bei Elsevier erscheint. Die Zeitschrift erschien erstmals 1965 und behandelt Themen aus dem Bereich der grundlegenden und angewandte Polymerchemie sowie makromolekulare Materialien. Thematisiert werden insbesondere Aspekte der Polymersynthese, darunter Polymerisationsmechanismen und chemische Funktionstransformationen, mit einem Schwerpunkt auf neuartigen Polymeren und den Beziehungen zwischen Molekülstruktur und Polymereigenschaften. Der Impact Factor lag 2022 bei 6. Chefredakteur ist Richard Hoogenboom von der Universität Gent.